# Tuffi ai XVIII Giochi panamericani - Trampolino 3 metri maschile
Il concorso dei tuffi dal trampolino 3 metri maschile dei XVIII Giochi panamericani si è svolto il 3 e 4 agosto 2019 presso il Centro aquatico di Lima in Perù.

## Programma
| Data          | Ora   | Evento      |
| ------------- | ----- | ----------- |
| 3 agosto 2019 | 10:00 | Preliminare |
| 4 agosto 2019 | 19:00 | Finale      |

## Risultati
In verde sono contraddistinti i finalisti.
| Class   | Atleta                 | Natione         | Preliminare | Preliminare | Finale | Finale |
| Class   | Atleta                 | Natione         | Punti       | Class       | Punti  | Class  |
| ------- | ---------------------- | --------------- | ----------- | ----------- | ------ | ------ |
| Oro     | Daniel Restrepo García | Colombia        | 443.60      | 2           | 468.10 | 1      |
| Argento | Juan Manuel Celaya     | Messico         | 381.05      | 11          | 454.30 | 2      |
| Bronzo  | Philippe Gagné         | Canada          | 444.95      | 1           | 448.65 | 3      |
| 4       | Rafael Quintero        | Porto Rico      | 412.45      | 4           | 440.10 | 4      |
| 5       | Yona Knight-Wisdom     | Giamaica        | 405.95      | 5           | 437.65 | 5      |
| 6       | Andrew Capobianco      | Stati Uniti     | 430.40      | 3           | 431.85 | 6      |
| 7       | Ian Matos              | Brasile         | 381.15      | 10          | 418.90 | 7      |
| 8       | José Ruvalcaba         | Rep. Dominicana | 386.60      | 8           | 405.80 | 8      |
| 9       | Sebastián Morales      | Colombia        | 388.60      | 7           | 399.95 | 9      |
| 10      | Angello Alcebo         | Cuba            | 374.75      | 12          | 398.50 | 10     |
| 11      | Michael Hixon          | Stati Uniti     | 394.80      | 6           | 358.95 | 11     |
| 12      | Luis Bonfim            | Brasile         | 385.75      | 9           | 353.55 | 12     |
| 13      | Yahel Castillo         | Messico         | 368.40      | 13          |        |        |
| 14      | François Imbeau-Dulac  | Canada          | 365.15      | 14          |        |        |
| 15      | Donato Neglia          | Cile            | 363.40      | 15          |        |        |
| 16      | Diego Carquin          | Cile            | 344.55      | 16          |        |        |
| 17      | Laydel Domínguez       | Cuba            | 330.70      | 17          |        |        |
| 18      | Daniel Pinto Soto      | Perù            | 321.60      | 18          |        |        |
| 19      | Frandiel Gómez         | Rep. Dominicana | 314.40      | 19          |        |        |